# Amicale laïque de la Madeleine Évreux Basket
L'Amicale laïque de la Madeleine Évreux Basket è una società cestistica avente sede a Évreux, in Francia. Fondata nel 1959, gioca nel campionato francese.
Disputa le partite interne nel Centre Omnisports de Évreux, che ha una capacità di 3.400 spettatori.

## Cestisti
- Jerrold Brooks 2018
- Joe Burton 2015-2016
- Yunio Barrueta 2020-2021